# Конрадув (Лодзинське воєводство)
Конрадув (пол. Konradów) — село в Польщі, у гміні Кодромб Радомщанського повіту Лодзинського воєводства.
Населення — 117 осіб (2011).
У 1975-1998 роках село належало до Пйотрковського воєводства.

## Демографія
Демографічна структура станом на 31 березня 2011 року:
|          | Загалом | Допрацездатний вік | Працездатний вік | Постпрацездатний вік |
| -------- | ------- | ------------------ | ---------------- | -------------------- |
| Чоловіки | 54      | 6                  | 44               | 4                    |
| Жінки    | 63      | 13                 | 39               | 11                   |
| Разом    | 117     | 19                 | 83               | 15                   |